# Pycnophallium
Pycnophallium is een geslacht van vlinders van de familie Lycaenidae.

## Soorten
- P. elna (Hewitson, 1876)
- P. roxus (Godart, 1823)